# Tribonanthes minor
Tribonanthes minor là một loài thực vật có hoa trong họ Huyết bì thảo. Loài này được M.Lyons & Keighery mô tả khoa học đầu tiên năm 2006.